# NGC 5059
NGC 5059 este o galaxie situată în constelația Fecioara. A fost descoperită în 25 martie 1865 de către Albert Marth.